# Calyptoproctus elegans
Calyptoproctus elegans är en insektsart som först beskrevs av Olivier 1791.  Calyptoproctus elegans ingår i släktet Calyptoproctus och familjen lyktstritar. Inga underarter finns listade i Catalogue of Life.